# Лондонски програм
Лондонски програм је декларација донета као закључак конференције у Лондону. Ова конференција одржана је између 1. и 3. фебруара 1935. године. На конференцији су учествовали шеф француске владе Фланден, министар иностраних послова Лавал и енглески председник владе и министар иностраних послова Сајмон. Службено саопштење изнето је 3. фебруара 1935. и у њему је истакнута неопходност тесне сарадње између европских народа и уклањање свих повода за нову трку у наоружању. 
Као предуслов за организовање безбедности Европе енглеско-француска декларација истицала је захтев за неопходном и ефикасном сарадњом са Немачком. 
Лондонска декларација је предлагала:
- закључење ваздухопловне конвенције између западних сила (Енглеске, Француске, Немачке, Италије и Белгије).

- закључење Дунавског пакта који ће гарантовати независност Аустрије,

- закључење Источног пакта о узајамној помоћи,

- повратак Немачке у Друштво народа.

Изузев Источног пакта сви остали предлози ишли су на руку Немачкој. Немачка дипломатија одбијала је све предлоге осим предлога о ваздухопловној конвенцији. Немци су и овде покушали да разједине Француску и Енглеску. Немачка дипломатија је саопштила да је Хитлер спреман да прелиминарно претресе све предлоге насамо са Енглеском. Преко своје штампе Немци су сугерисали Енглезима и Французима своју узнемиреност због јачања Совјетског Савеза и истицали су да је Совјетски Савез главна препрека постизању неких општих споразума.
Дана 14. фебруара 1935. објављен је меморандум немачког министарства иностраних послова као одговор на Лондонску декларацију од 3. фебруара. Одговор је био учтив и мирољубив по форми. Немачка влада пристала је да подвргне исцрпној ревизији цео склоп предложених јој европских питања, руководећи за миром и безбедношћу Немачког рајха, који се налази у „срцу Европе“.
Али се немачка влада враћала на своје првобитно становиште: она је предлагала двостране преговоре са Енглеском и склапање ваздухопловне конвенције. Из Берлина је дипломатским путем саопштено да би желели долазак сера Сајмона ради личних преговора са Хитлером. У неким енглеским круговима ови предлози примљени су са одобравањем. Узимајући у обзир гласове из Берлина о негативном ставу немачке владе према „источном Локарну“, енглеска дипломатија позабавила се питањем о замени Источног пакта о узајамној помоћи серијом пактова о ненападању, који би затим чинили основу за један општи консултациони пакт. Дана 21. фебруара 1935. године енглеска влада је службено обавестила Берлин да пристаје на двостране преговоре и да у ту сврху шаље у Немачку специјалну мисију. Лондонска екларација и даља дипломатска дешавања показала су јачање Немачке у Европи.